# Naka, Ibaraki

Naka (那珂市 Naka-shi?) este un municipiu din Japonia, prefectura Ibaraki.